# Moulin du potier à Svrljig
Le moulin Grncar à Svrljig (en serbe cyrillique : Грнчарска воденица у Сврљигу ; en serbe latin : Grnčarska vodenica u Svrljigu) est un moulin à eau situé à Svrljig, dans le district de Nišava, en Serbie. Il est inscrit sur la liste des monuments culturels protégés de la république de Serbie (identifiant no SK 2192),.

## Présentation
Le moulin, situé rue Pastirska, a été construit au début du XIXe siècle, sans doute avant 1833. Son surnom provient que son propriétaire d'origine était potier.
Le moulin a été démoli.